# 656
656 (DCLVI) je bilo prestopno leto, ki se je po julijanskem koledarju začelo na petek.

## Dogodki
- 1. januar

## Smrti
- 29. januar - Sigibert III., kralj Avstrazije (* 630)
- 17. junij -  Osman ibn Afan, tretji kalif Rašidunskega kalifata  (* 574 ali 575)